# Legion (zespół rockowy)
Legion – polski zespół rockowy. Powstał na przełomie lat 1990/1991 we Wrocławiu.
Jeden z najbardziej znanych polskich zespołów lat 90. XX w. związanych z subkulturą skinheadów. Uznawany za najważniejszy (o statusie kultowego) w jej narodowo-katolickim odłamie. Na początku jego przekaz był bliski nurtowi narodowo-socjalistycznemu, a z czasem uległ złagodzeniu do polskiego nacjonalizmu.
Liderem grupy był Tomasz Kostyła. Jeszcze kilkanaście lat po jej rozwiązaniu zapowiadał reaktywację.

## Dyskografia
- 1992 – Lata walk ulicznych
- 1994 – My, nowe pokolenie
- 1996 – A.M.D.G.[6]

## Składanki
- Oi! Dla Ojczyzny Vol. 1 (1994 r.)
- Skinheads (1996 r.)